# Tōkyō Heliport

i7
i11
i13
Der Tōkyō Heliport (jap. 東京へリポート, Tōkyō Heripōto) ist ein Hubschrauberlandeplatz im Stadtbezirk Kōtō im Südosten von Tokio, Japan.
Der Flugplatz mit dem ICAO-Code RJTI wird vor allem für Charterflüge im größeren Umfeld Tokyos als Zubringer zu den Flughäfen genutzt. Der Komplex wurde 1964 errichtet und in den Jahren 1972 und 1990 wesentlich ausgebaut. Der Heliport hat neben dem Flugsicherungsgebäude, dem Terminal und dem Tower insgesamt 38 Stellplätze, davon zehn für schwere Hubschrauberklassen. Betreiber ist die Präfektur Tokio.
Der Tokyo Heliport ist auch Standort der Polizei-, Feuerwehr- und Rettungshubschrauberstaffel. Am Heliport befinden sich mehrere Wartungsunternehmen verschiedener Hubschrauberhersteller.